# Zuffenhausen

Situación de Zuffenhausen dentro de Stuttgart

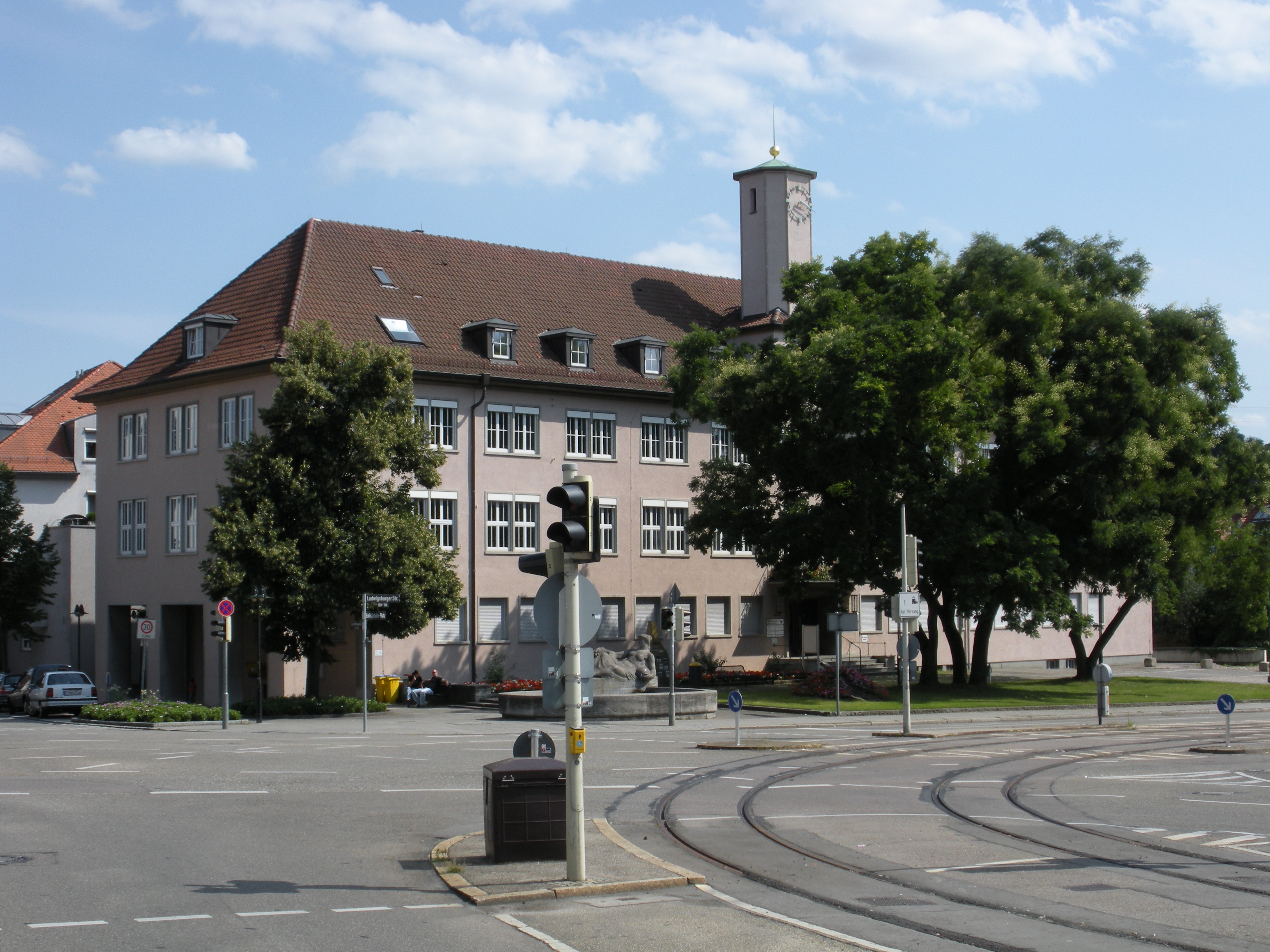
Zuffenhausen: Sede del Distrito municipal

 Zuffenhausen es un distrito en la zona norte de la ciudad de Stuttgart, tras haber sido anexionada en 1931 la localidad de Zuffenhausen. Ocupa una superficie de 1200 hectáreas y en 2007 tenía 35.671 habitantes.